# Hydriomena exquisita
Hydriomena exquisita là một loài bướm đêm trong họ Geometridae.